# Monastero Serafimo-Diveevskij
Il monastero Serafimo-Diveevskij (in russo Серафимо-Дивеевский монастырь?), il cui nome completo è monastero della Santissima Trinità Serafimo-Diveevskij (in russo Свято-Троицкий Серафимо-Дивеевский Монастырь?), è un monastero femminile situato a Diveevo, piccolo villaggio dell'Oblast' di Nižnij Novgorod, in Russia. Sorge nelle immediate vicinanze del monastero della Dormizione di Sarov e del monastero Sanaksarskij. Nella tradizione ortodossa russa è considerato "eredità della Vergine", insieme all'Iberia (l'attuale Georgia), al Monte Athos e al Kyevo Pečers'ka Lavra.

## Storia

### Fondazione
Il monastero fu fondato nella seconda metà del XVIII secolo. La sua genesi è legata alla vita di una ex proprietaria terriera di Rjazan', Agaf'a Mel'gunova. Costei, divenuta suora col nome di Alessandra nel 1758 presso il monastero Florovskij di Kiev, dal 1760 iniziò a vagare per la Russia, alla ricerca di un luogo in cui dare vita ad una nuova comunità monastica. Secondo la tradizione, la suora intraprese la fondazione del convento nel villaggio di Diveevo, a seguito di un'apparizione della Vergine Maria. Anche per questo, il luogo ha un immenso significato spirituale per molti fedeli ortodossi.

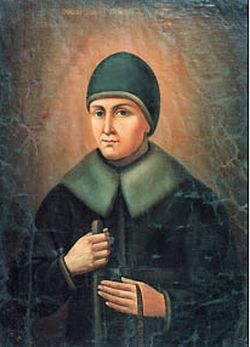
Agaf'a Mel'gunova

Tra il 1773 ed il 1774 furono avviati i lavori di costruzione del primo edificio del convento, la chiesa di Kazan', il cui rito di consacrazione ebbe luogo nel 1780. Al suo interno furono allestite anche due cappelle dedicate a San Nicola e a Santo Stefano. Su consiglio degli anziani di Sarov Pacomio e Isaia, nonché con l'autorizzazione dell'eparchia di Vladimir e Suzdal', nel 1788 Alessandra ottenne da una famiglia di proprietari terrieri un lotto vicino alla chiesa di Kazan', in cui sorse per l'appunto la comunità delle suore di Kazan'. Nel 1789 il giovane ierodiacono Serafino di Sarov divenne starec del convento. Nello stesso anno, Alessandra morì e fu sostituita da Anastasia Kirillovna. Alla morte di quest'ultima nel 1796, divenne badessa Ksenija Kočeulova. Costei durante il suo mandato, durato 43 anni, si conquistò la fama di donna forte e devota. Lo stesso San Serafino di Sarov la definì "grande serva di Dio".

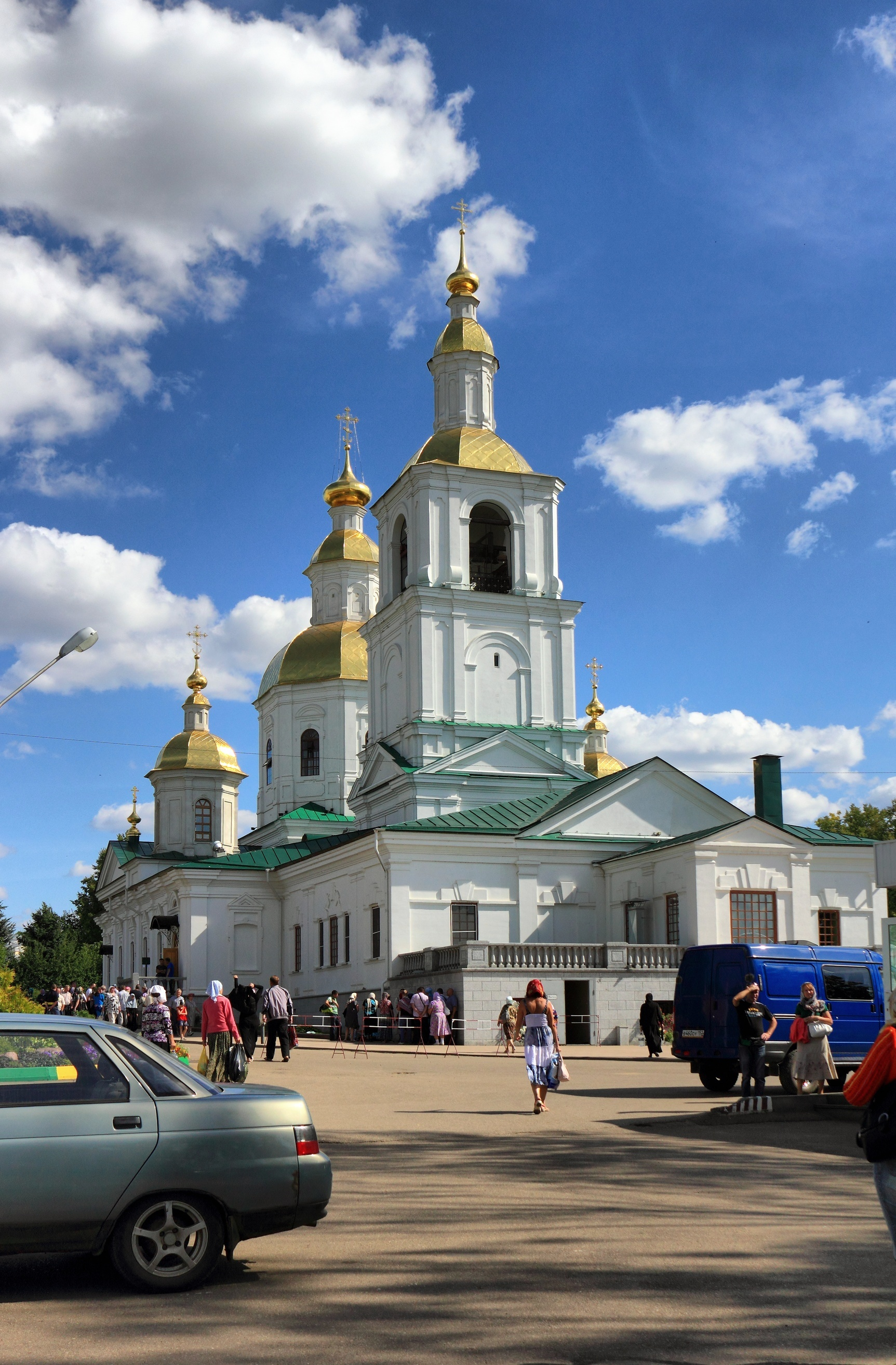
La chiesa di Kazan'

Con la benedizione di Serafino di Sarov nel 1826 fu fondata una nuova comunità di suore di Kazan'. Esse furono inizialmente guidate da una giovane di origini aristocratiche, Elena Manturova. Con i fondi di suo fratello, vicino alla chiesa di Kazan', fu costruito un tempio a due piani consacrato al Natale ed alla Natività della Beata Vergine Maria. Dopo Elena Manturova, la guida della comunità passò a donne di origine contadina. Nel 1839 il gruppo arrivò a contare 115 suore. Nel 1842 la comunità fondata nel 1780 e quella fondata nel 1826 si fusero, acquisendo la denominazione "Serafimo-Diveevskij". Nel 1861 la struttura ottenne lo status di monastero. La prima egumena, dopo l'ottenimento dello status monasteriale, fu Elisaveta Ušakova.

### Evoluzione
Il 9 agosto 1875 fu consacrata la grande cattedrale della Trinità, la cui posa della prima pietra era avvenuta nel giugno 1848, alla presenza dell'arcivescovo di Nižnij Novgorod Iakov Večerkov. I lavori di costruzione dell'imponente edificio furono diretti dall'architetto Aleksandr Rezanov. In quell'epoca uno degli amministratori del monastero era Nikolaj Motovilov, biografo ed amico di San Serafino di Sarov. Tra la fine del XIX secolo e l'inizio del XX secolo furono costruite l'alta torre campanaria, l'ufficio dell'egumena insieme ad una chiesa dedicata a Santa Maria Maddalena e la chiesa refettorio consacrata a Sant'Aleksandr Nevskij. Nella chiesa di Santa Maria Maddalena, nel 1903, su richiesta dello zar Nicola II, fu celebrata la divina liturgia, durante la visita del sovrano stesso al monastero. La presenza della famiglia imperiale in quell'occasione fu dovuta al fatto che presso il monastero stava avendo luogo il processo di canonizzazione di Serafino di Sarov. Il monastero, oltre a custodirne le reliquie, ospita anche l'unico ritratto di Serafino dipinto da un suo contemporaneo.

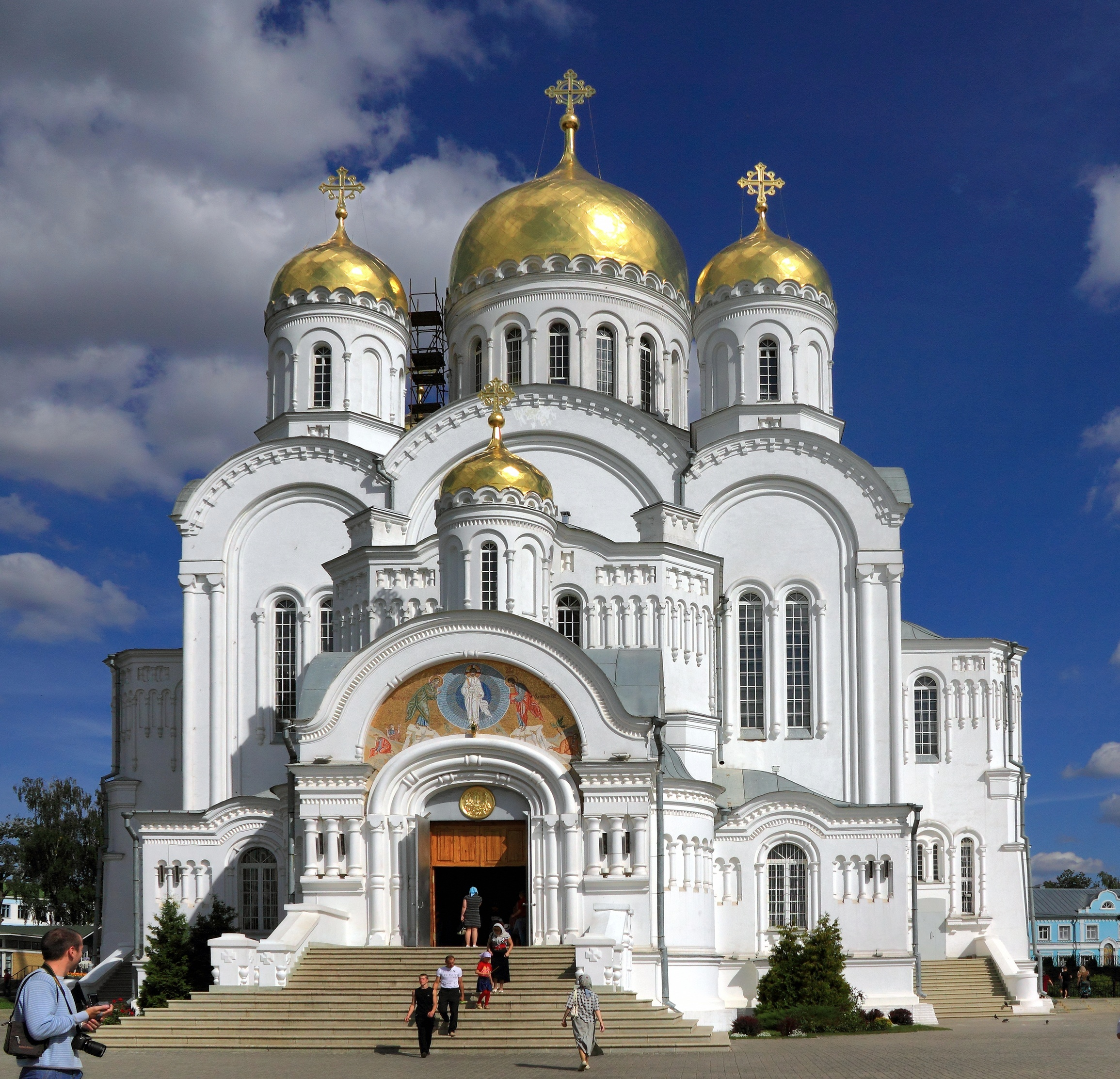
La cattedrale della Trasfigurazione

Nel 1905 Diveevo fu oggetto anche di alcuni scritti di Sergej Nilus, contenuti nel suo libro "Il Grande all'interno del Piccolo e Anticristo", testo famoso poiché conteneva la prima pubblicazione integrale dei "Protocolli dei Savi di Sion". Tra il 1907 ed il 1916 furono portati avanti i lavori di costruzione della cattedrale neobizantina consacrata alla Trasfigurazione di Gesù. Dopo la rivoluzione bolscevica, alla comunità di suore fu concesso di continuare a vivere nel monastero, tuttavia, nel 1927, le autorità sovietiche ne decretarono la chiusura. Numerose suore trovarono ospitalità vicino al monastero dell'Annunciazione di Murom. Durante gli anni del potere comunista, furono trafugate anche le reliquie di San Serafino, successivamente ritrovate presso il deposito di un "museo dell'ateismo" di Mosca. Le proposte di riapertura, avanzate nel 1947 e nel 1951, non furono prese in considerazione. Nel 1950 furono distrutti il campanile e le cupole della chiesa di Kazan'.
La vita del complesso riprese parzialmente solo nel 1988. Il 31 marzo 1990 fu riconsacrata la cattedrale della Trinità, alla presenza dell'arcivescovo Nikolaj Kutepov. Il 21 luglio 1991 il sinodo della Chiesa ortodossa russa decise la totale riapertura del monastero. Pochi giorni più tardi, le reliquie di San Serafino di Sarov furono ritrasferite nella struttura. Nel 1995, un decreto presidenziale sancì l'ingresso della chiesa di Kazan' (la più antica dell'intero complesso) nell'elenco degli edifici del patrimonio architettonico d'importanza federale.
Nel 2000 arrivò la canonizzazione locale della fondatrice del monastero, Alessandra, e di altre due suore vissute a Diveevo, Marfa Meljukova ed Elena Manturova. Nel 2003, anno del centenario della glorificazione di Serafino di Sarov, il monastero di Diveevo ricevette la visita del patriarca di Mosca Alessio II e del suo futuro successore, Cirillo. In totale, il monastero ospita oltre 400 suore. Dal 1989 sono state restaurate e riconsacrate sette chiese site al suo interno.

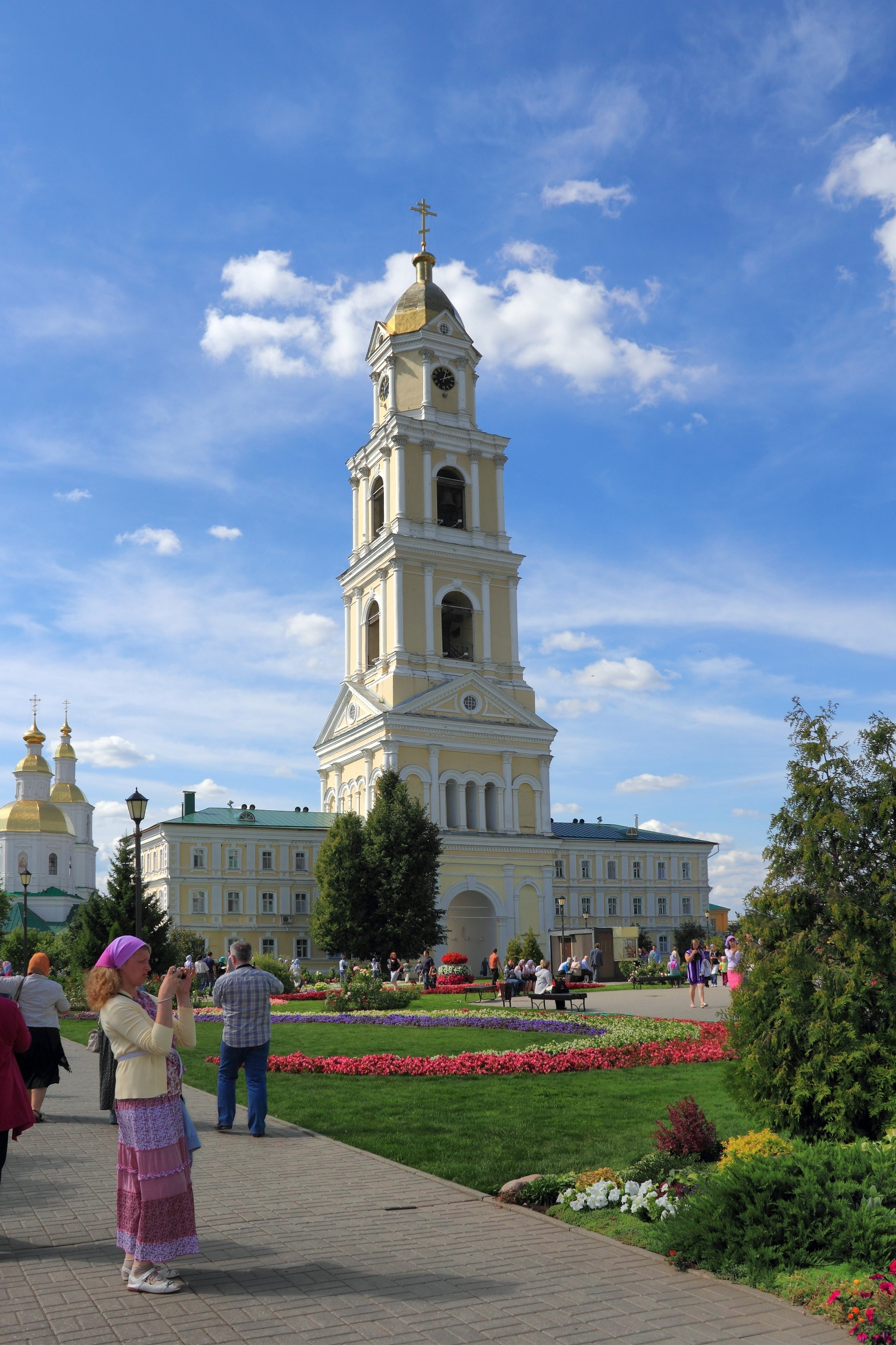
La torre campanaria

### Attualità
Il luogo è attualmente un'importante meta di pellegrinaggio per molti fedeli ortodossi. Anche per questa ragione, nei pressi del monastero, sorgono pensioni ed alberghi. L'eparchia di Nižnij Novgorod e Arzamas e le amministrazioni dei diversi livelli organizzano viaggi per i disabili, i veterani e i pensionati. Il 26 aprile 2012 il metropolita Georgij Danilov ha inaugurato il cantiere per la costruzione della nuova cattedrale consacrata all'Annunciazione. Il suo progetto è stato affidato al famoso architetto Andrej Anisimov, già impegnato nella costruzione di molte chiese.

## Santuari

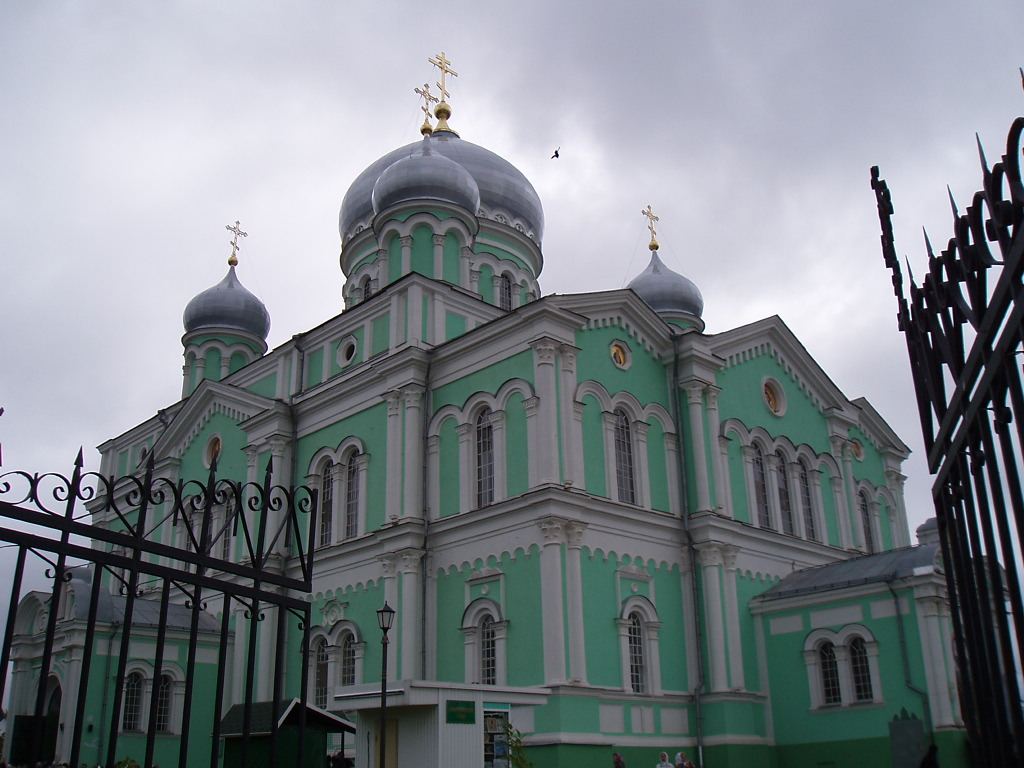
La cattedrale della Trinità

Il monastero ospita al proprio interno numerosi luoghi oggetto di devozione. Tra questi, il più noto è il cosiddetto "Santo Canale", un corridoio contornato da solchi su cui sono costruite delle croci. Secondo la tradizione, il 25 novembre 1825 la Madonna apparve a Serafino di Sarov, chiedendogli di creare dei solchi che sarebbero sempre stati protetti contro Satana. Danneggiati durante il periodo sovietico, furono risistemati a partire dal 1997 in poi.
All'interno della cattedrale della Trinità si trova un'icona della Madonna Eleusa, conosciuta anche come "Madonna della Tenerezza", particolarmente venerata poiché è la stessa su cui pregò Serafino di Sarov. Dal 2009 il monastero ospita anche le reliquie di vari santi provenienti dal monastero Glinskij. Di particolare interesse storico è anche la campana di Serafino, acquistata nel 1829 presso la Fiera di Nižnij Novgorod. Nel 2009 è stato riconsegnato al monastero il ritratto della fondatrice Alessandra. Dipinto da una suora in data imprecisata, a seguito della chiusura della struttura nel 1927, fu immagazzinato nella città di Joškar-Ola. Ritrovato in un negozio di antiquariato, nei pressi della chiesa del Salvatore Misericordioso di Nižnij Novgorod, è stato ricollocato in una cappella del monastero.

## Galleria d'immagini

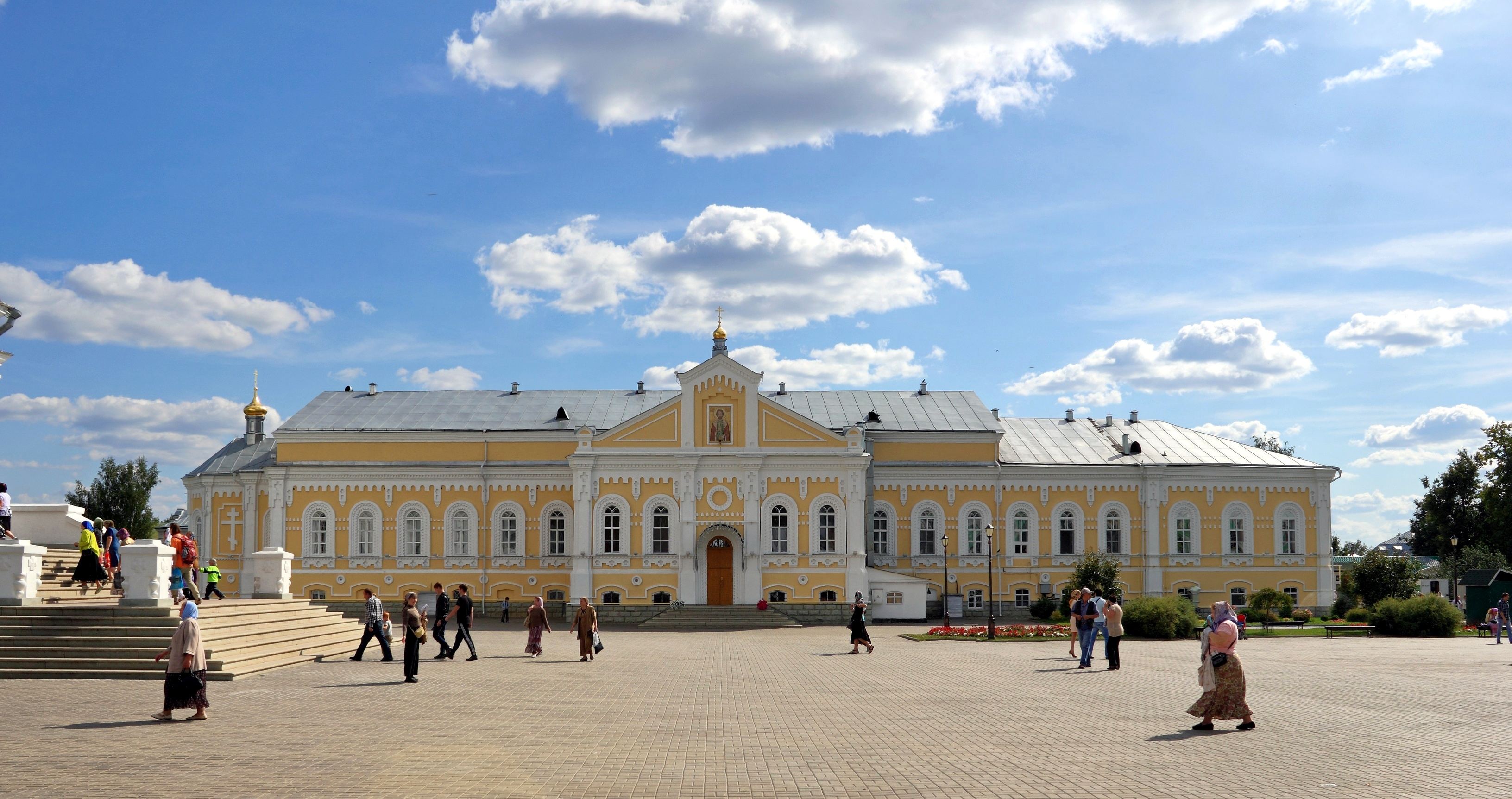
La chiesa refettorio in onore di Sant'Aleksandr Nevskij
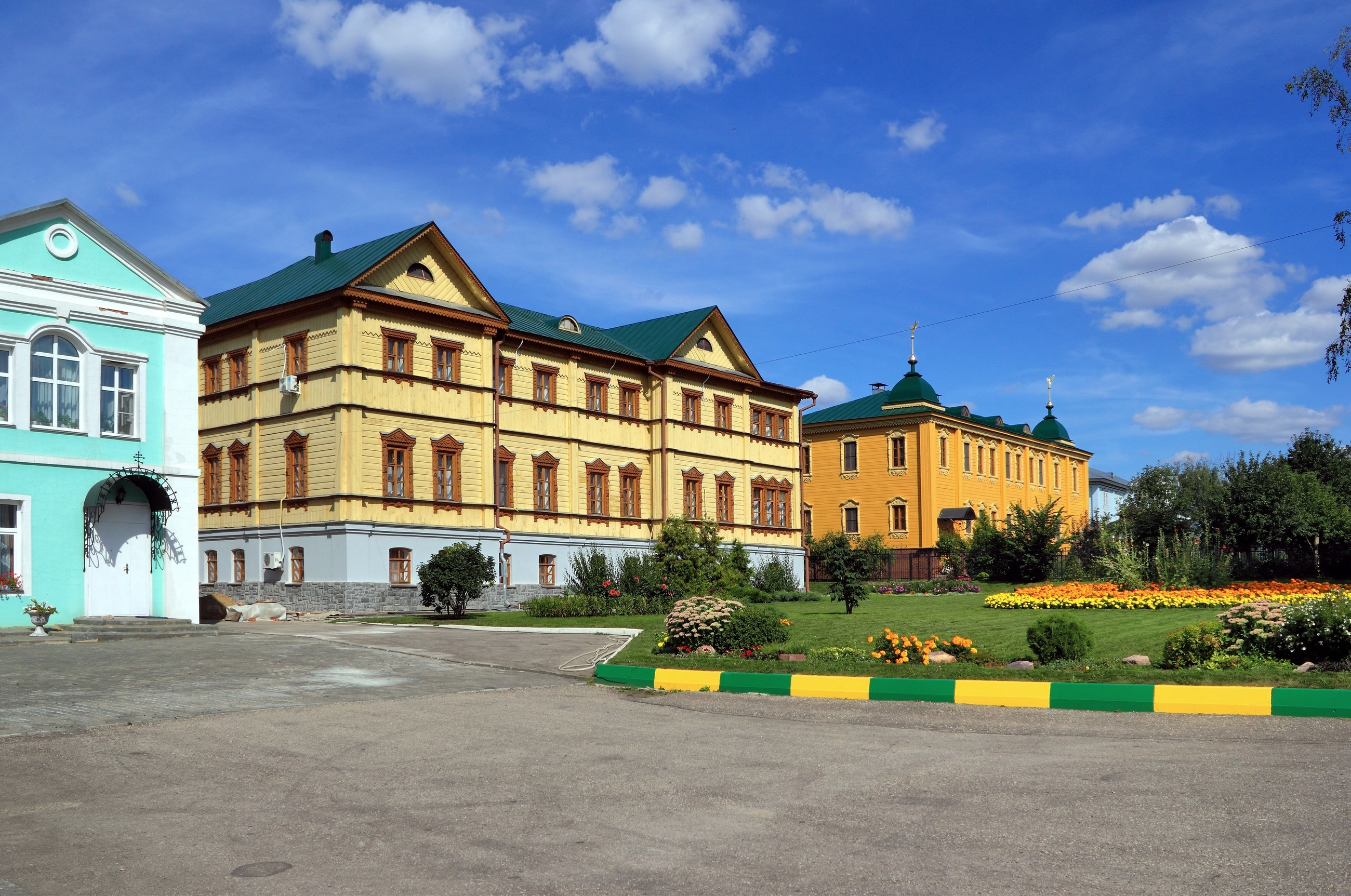
Le case conventuali
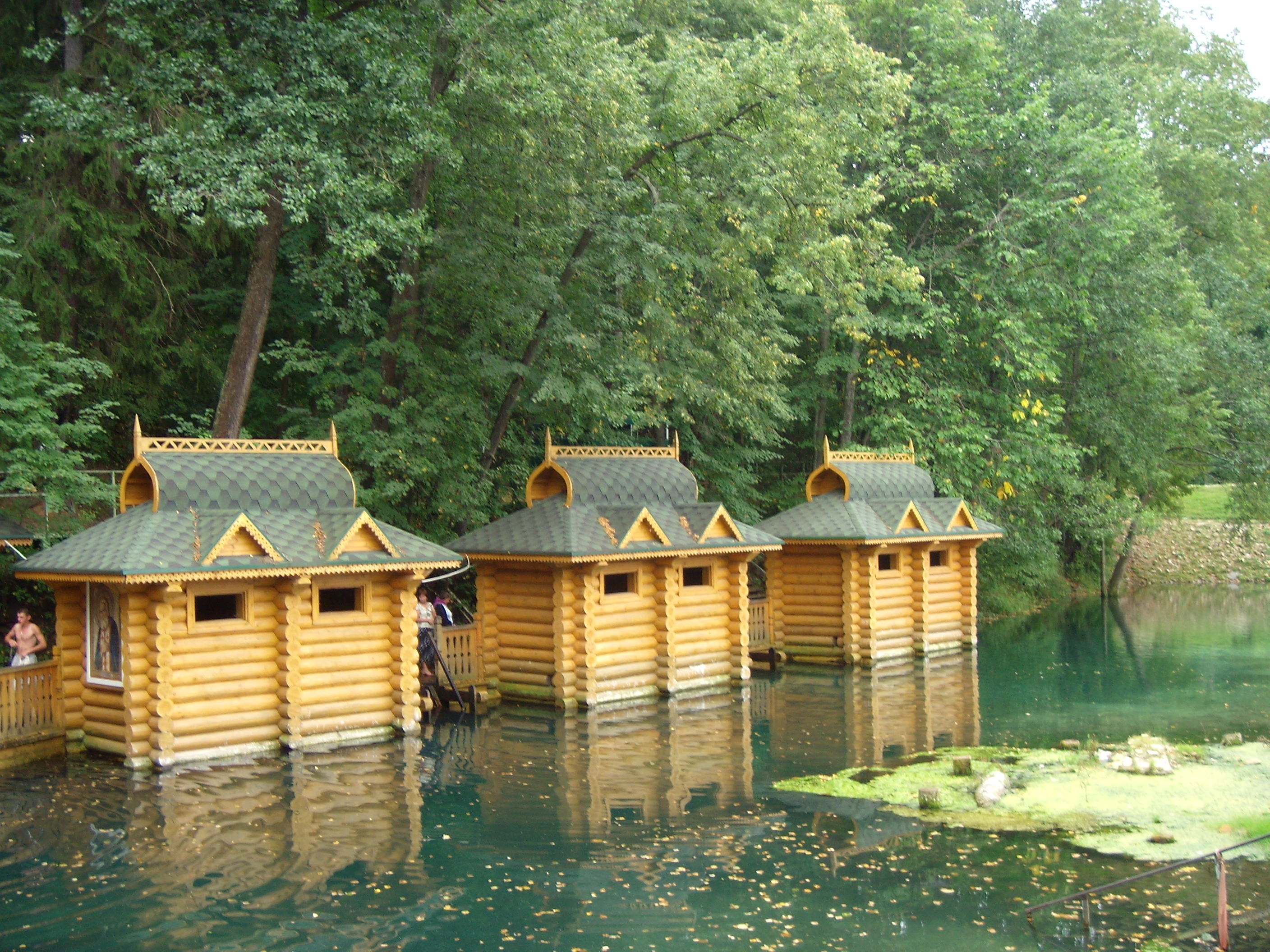
Le terme di San Serafino
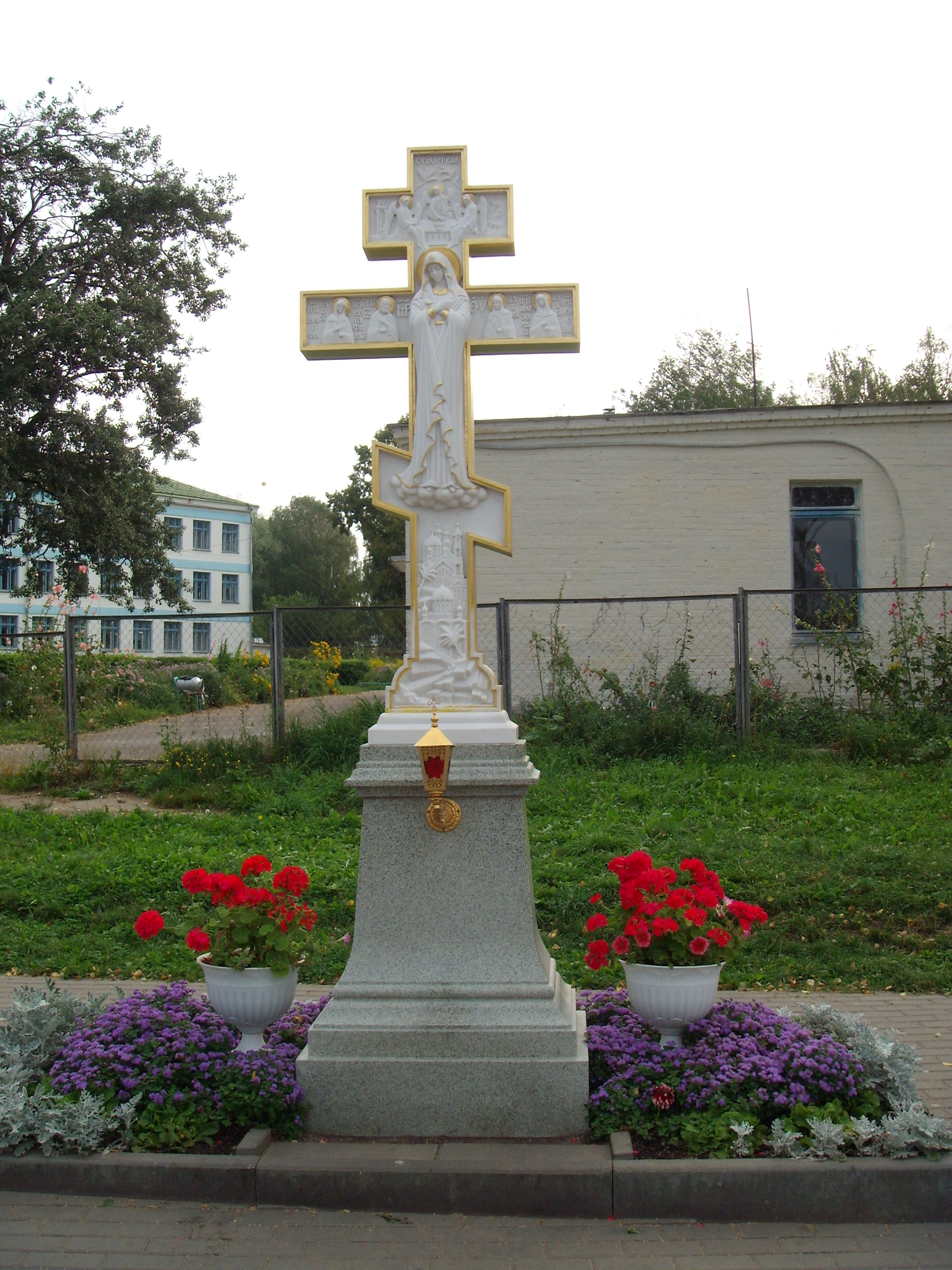
Una croce del Santo Canale
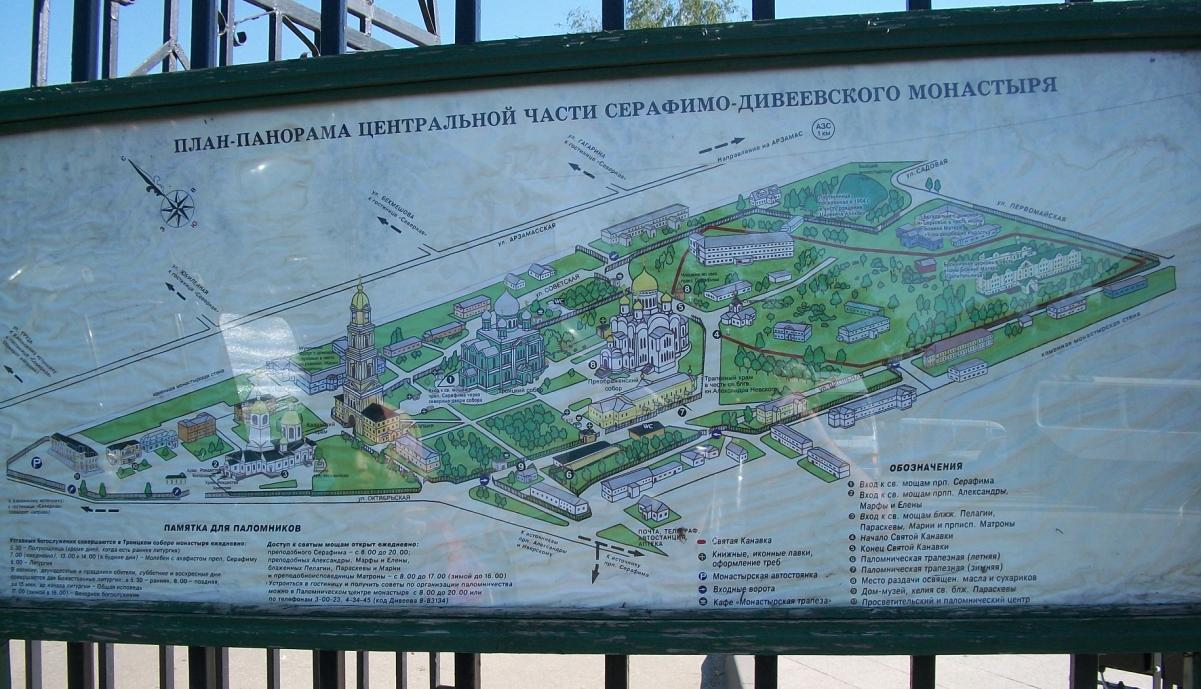
La mappa del monastero
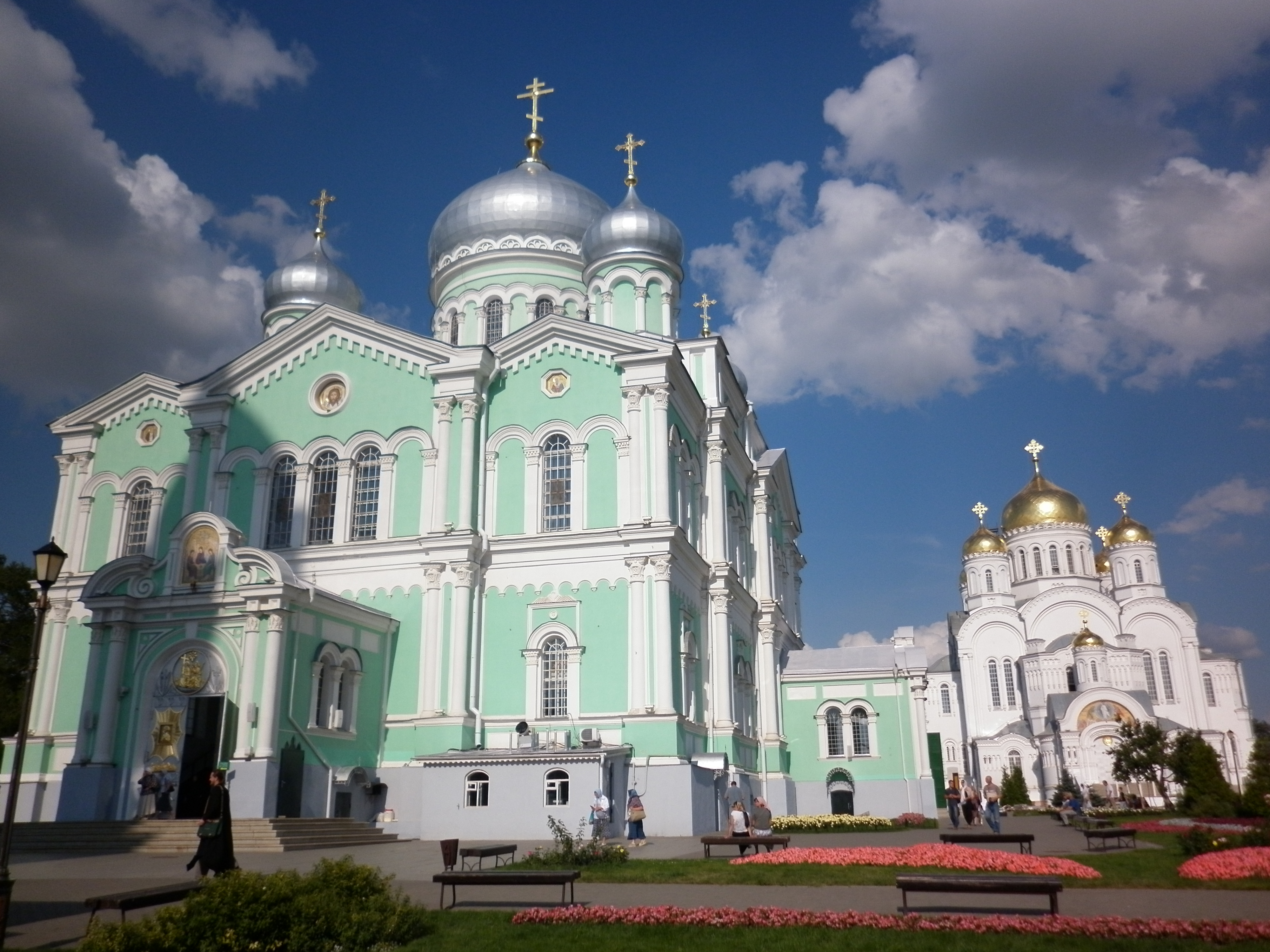
Monastero